# Jermall Charlo
Jermall Charlo (Richmond, 19 maggio 1990) è un pugile statunitense.
Soprannominato "Hitman", è detentore del titolo mondiale WBC dei pesi medi. È stato inoltre detentore del titolo mondiale IBF dei pesi superwelter dal 2015 al 2017.
È fratello gemello di Jermell, anch'egli pugile campione del mondo. I fratelli Charlo costituiscono la seconda coppia di gemelli nella storia del pugilato, dopo i thailandesi Khaosai e Khaokor Galaxy, ad aver posseduto contemporaneamente dei titoli mondiali.

## Carriera professionale
Charlo compie il suo debutto professionale il 12 agosto 2008, all'età di 18 anni, sconfiggendo il connazionale Cimmaron Davis per KO tecnico al secondo round.